# Bobby Diamond
Bobby Diamond, all'anagrafe Robert LeRoy Diamond (Los Angeles, 23 marzo 1943 – Thousand Oaks, 15 maggio 2019), è stato un attore e avvocato statunitense.

## Biografia
Nato a Los Angeles nel 1943, cominciò a recitare come attore bambino in piccole parti fin dal 1952. La popolarità arrivò nel 1955, quando fu scelto per interpretare il ruolo di Joey Newton, l'orfanello amico di Furia, lo stallone nero, nei 116 episodi della serie televisiva omonima tra il 1955 e il 1960.
Continuò ad essere attivo alla televisione americana fino alla metà degli anni settanta e solo occasionalmente anche negli anni ottanta e novanta, avendo intrapreso la professione di avvocato.

## Filmografia parziale

### Attore

#### Cinema
- Avvocato di me stesso (Young Man with Ideas), regia di Mitchell Leisen (1952)

#### Televisione
- Papà ha ragione (Father Knows Best) – serie TV, un episodio (1955)
- The Loretta Young Show – serie TV, 2 episodi (1954-1957)
- Furia (Fury) – serie TV, 116 episodi (1955-1960)
- Westinghouse Playhouse – serie TV, 26 episodi (1961)
- Ai confini della realtà (The Twilight Zone) – serie TV, episodio 5x01 (1963)
- The Lieutenant – serie TV, episodio 1x15 (1964)
- Mr. Novak – serie TV, episodio 2x03 (1964)
- Carovane verso il West (Wagon Train) – serie TV, 2 episodi (1960-1964)
- Lassie – serie TV, 3 episodi (1965-1967)
- Io e i miei tre figli (My Three Sons) – serie TV, 4 episodi (1964-1970)
- La famiglia Smith (The Smith Family) – serie TV, un episodio (1971)

### Doppiatore
- The Mini-Munsters, regia di Gerard Baldwin – film TV della serie The ABC Saturday Superstar Movie (1973) - Eddie Munster

## Riconoscimenti
- Young Hollywood Hall of Fame[1]

## Doppiatori italiani
Nelle versioni in italiano delle opere in cui ha recitato, Bobby Diamond è stato doppiato da:
- Sandro Acerbo in Furia (1ª parte degli episodi)
- Massimiliano Manfredi in Furia (2ª parte degli episodi)